# 1996년 러시아 대통령 선거
1996년 러시아 대통령 선거는 과도기적 위치였던 러시아 헌법에 근거하여, 그리고 1991년 러시아연방 대통령 선거로 당선된 보리스 옐친의 퇴임이 예정됨에 따라 계획되었다. 1996년 6월 16일과 7월 3일 두 차례에 걸쳐 치러졌다. 새로 형성된 러시아의 선거 역사에 있어 당선자 결정을 위해 투표를 두 차례 거친 최초이자 유일한 대통령 선거가 되었다. 이 선거에서 후보자들은 처음으로 이미지메이커와 선거 매니저를 적극적으로 도입했고, 후보자들을 지원하기 위하여 스타들이 선거유세를 다녔다.
유력한 후보는 현직 대통령이었던 보리스 옐친과 러시아 연방 공산당의 당수 겐나디 주가노프였다. 나머지 후보들 중 "제3의 후보"로 부를만한 지지표를 얻은 사람은 없었으며, 이들 중 가장 주목할만한 후보는 러시아 연방군 중장 알렉산드르 레베디였다. 그는 1차 투표에서 3위를 차지한 다음 날, 러시아안보회의 서기로 임명된다. 이는 그가 지지자들에게 현 대통령의 지지를 부탁한 후의 일이었다. 2차 투표에서는 옐친이 승리했으며, 53% 이상의 표를 얻었다. 취임식은 1996년 8월 9일 국립 크렘린궁에서 진행되었다.
해당 선거는 지금까지도 러시아 사회에서 논쟁의 여지가 남아있다. 이는 (흑색선전을 포함한) 여론조작 기술의 사용, 막대한 선거비용의 지출, 선거법 위반 혐의, 그리고 선거결과 조작에 대한 비판과 관련되어 있다.

## 선거 이전 상황
대통령 선거일은 연방평의회의 1995년 11월 15일 결정으로 확정되었다. 1995년 12월 17일에는 국가두마 상원의원 선거가 있었다. 1위는 러시아연방공산당이(22.3% 157석), 2위는 자유민주당이, 3위는 현 대통령을 지지하는 정치운동단체 우리 집 러시아가(10.1%, 45석) 차지했다.
옐친의 지지도는 1991년 대통령 선거에서 분명 높았으나, 그의 임기동안 대폭 하락했다. 이는 대통령이 러시아인들의 삶의 질을 향상시키는 데에 성공하지 못했기 때문이었다. 그의 지지도는 경제개혁, 범죄율 증가, 임금과 연금 지불의 지연, 그리고 체첸 전쟁으로 3-5%에서 8-9%를 오갔다. 국가두마 선거에 있어 '중립주의자'들의 패배는 대선을 앞둔 여론조사에 큰 영향을 끼쳐, 옐친의 강성 지지층마저 그의 재집권 가능여부에 의심을 표할 정도였다. 대통령 선거의 유력 후보자는 러시아공산당의 당수 겐나디 주가노프로 여겨졌으며, 그의 선거 프로그램은 다보스 세계경제포럼에서 높은 평가를 받기도 했다. 1996년 2월에 실시된 설문조사에 의하면, 인구의 약 30%가 러시아공산당측 후보를 완전히 지지한다고 밝혔으며, 약 33%는 부분적으로 지지한다고 응답했다.
1996년 2월 정치학자 알렉산드르 치프코는 "니자비시마야 가제타"에 낸 기고문을 통해 대통령 선거를 취소할 것을 주장했는데, 이는 적절한 후보의 부재와 주가노프와 옐친 가운데 하나를 선택했을 때 따라올 파국적 결말을 그 근거로 했다. 옐친에게는 세 개의 선택지가 있었다.
- 전통적인 시나리오를 따라, '집권당 선거본부'의 준비성을 믿고 선거를 진행하는 것.
- 특수한 상황임을 근거로 대통령 선거를 취소하는 것.
- 서방 정치모델로 구성한 캠페인을 따라 옐친의 당선에 관심이 있는 올리가르히들의 재정적 지원을 받는 것.

3월 15일 국가두마는 소련의 해체에 관한 조약인 벨라베자 조약의 일부를 인정하지 않는다는 결정을 내려, CIS와 발트 국가의 지도자들의 항의를 자아냈다. 옐친은 이 결정을 공산주의자들의 반란 시도로 규정하여 국가두마를 해체, 대통령 선거를 1998년으로 연기시키고(경호실장 알렉산드르 코르자코프의 조언을 따름), 러시아연방공산당의 활동을 금지하라는 명령을 내렸다. 전국에 긴급상황을 선언하고 군 병력을 투입한다는 이 조치는 공산주의자의 지도 하에 민중봉기가 일어날 가능성을 높이는 선택이었다. 3월 18일, 빅토르 체르노미르딘, 올렉 소스코베츠, 니콜라이 이고로프와 옐친의 선거운동 관계자들은 비공개 회동을 가졌다. 여기서 소스코비츠를 필두로 한 대다수는 선거를 취소할 것을 주장했으나, 옐친의 딸 타티야나 디야첸코는 아나톨리 쿨리코프와 아나톨리 추바이스의 의견을 들을 것을 설득했다. 몇 시간동안 이어진 회의 이후 옐친은 결국 선거를 제기간에 실시한다는 결정을 내린다.

## 선거운동의 시작
1996년 새해 전야, 후보자 지지 서명수집이 시작되었다. 등록에는 최소 백만 명의 서명이 필요했다. 각 정당과 각 후보자(무소속인 경우)의 캠페인 비용은 미화 3백만불을 초과하지 않아야 했다. 추바이스는 이 금액이 "진지하지 못하다"고 말했으며, 세르게이 리솝스키는 모든 서비스의 가격상승으로 인하여 자금이 충분하지 못하다고 주장했다. 캠페인은 5월 14일에 시작되었다. 각 후보자들에게는 30분동안 무료로 방송시간이 제공되었으며, 추가로 매 분마다 8천5백달러에서 3만5천달러까지의 비용이 청구되었다. 러시아 역사상 최초의 대통령 후보자 토론이 프로그램 "아진 나 아진"의 8개 에피소드로 방영되었다. 방송에는 스뱌토슬라프 표도로프, 유리 블라소프, 블라디미르 지리놉스키, 미하일 고르바초프, 마르틴 샤쿰, 알렉산드르 레베디, 아만 툴레예프, 블라디미르 브린칠로프가 참여했다.
투표 전날, "아르구멘티 이 팍티" 신문은 대통령 후보에게 직접 요청할 수 있는 직통 전화번호를 공개했다. 가장 자주 언급된 것은 노령연금을 최저임금(73,000루블) 수준으로 인상해달라는 부탁, 다양한 기업의 근로자들에게 임금을 지급해달라는 부탁, 대량 해고를 방지하고 실업자들이(대도시 거주자를 포함) 자신의 전문 분야의 직업을 구할 수 있도록 도와달라는 부탁이었다. 체첸에서 투표가 진행될 당시 6월 1일부터 빅토르 체르노미르딘 총리와 체첸공화국 대통령 젤림한 얀다르비예프가 서명하여 휴전이 시행되었다. 안전을 위하여 체첸의 투표소는 버스에 설치되었다. 공화국에서는 같은 날 대통령 선거와 함께 체첸공화국 인민회의 선거가 있었다.
6월 14일 ORT에선 특집 편성으로 캐피털-쇼 "폴레 추데스"가 방영되었다. 이는 ORT, NTV, VID 그리고 프로그램 '쿠클리'의 촬영팀이 합작한 편성이었다. 극에는 러시아 대통령 후보 7명(미하일 고르바초프, 겐나디 주가노프, 블라디미르 지리놉스키, 스뱌토슬라프 표도로프, 그리고리 야블린스키, 알렉산드르 레베디, 보리스 옐친), 국방부 장관 파벨 그라초프, 총리 빅토르 체르노미르딘의 인형이 등장했다. 극의 주요 주제는 "모레"로, 단계마다 그로테스크한 모습으로 후보들 간의 관계를 묘사했다. 최종적으로 주가노프와 옐친이 결승에 진출하며, 옐친이 6개의 상징적인 상품을 받고 편성과 극의 승리자가 되었다. 시나리오 작가는 프로그램 '쿠클리'의 작가인 빅토르 셴데로비치다.

## 후보
대통령 후보를 지명하기 위해 러시아 중앙선거위원회에 등록된 발기단체는 78개였으며, 이중 백만 명 이상의 서명이라는 조건을 충족한 단체는 16개였다. 선거위원회는 9명의 후보를 등록하였으며, 7명의 후보는 등록을 거부하였다. 이중 6명은 선거위원회의 등록거부에 항의하여 대법원에 항소하였으며, 법원은 이 가운데 2명을 등록조치하도록 판결하였다.
| 정치운동단체 또는 발기단체가 지명한 후보자의 목록 | 정치운동단체 또는 발기단체가 지명한 후보자의 목록         | 정치운동단체 또는 발기단체가 지명한 후보자의 목록 | 정치운동단체 또는 발기단체가 지명한 후보자의 목록 |
| 후보                                              | 직책 (지명 당시 기준)                                     | 정당 (운동단체)                                   | 상태                                              |
| ------------------------------------------------- | --------------------------------------------------------- | ------------------------------------------------- | ------------------------------------------------- |
| 맙사르 아두예프                                   | 신문 "세계민주동맹" 편집장                                | 무소속                                            | 필요 서명수 미충족                                |
| 아나톨리 아키닌                                   | 1인회사 "다부문기업가동맹 AKRiN"사장                      | 무소속                                            | 필요 서명수 미충족                                |
| 블라디미르 악쇼노프                               | 연금생활자                                                | 무소속                                            | 필요 서명수 미충족                                |
| 알렉산드르 알렉세예프                             | 국가러시아노동조합동맹 대표                               | 국가노동당                                        | 필요 서명수 미충족                                |
| 빅토르 안필로프                                   | 러시아공산노동당 당수                                     | 러시아공산노동당                                  | 주가노프 지지                                     |
| 알렉산드르 아르카쇼프                             | 러시아국가통합당 당수                                     | 러시아국가통합당                                  | 옐친 지지                                         |
| 타마라 바질레바                                   | "인간의 환경" 대표                                        | 무소속                                            | 필요 서명수 미충족                                |
| 블라디미르 보로브코프                             | VOSVOD 중앙의회 제1부의장                                 | 무소속                                            | 필요 서명수 미충족                                |
| 콘스탄틴 보로보이                                 | 기업가, 국가두마 의원                                     | 경제자유당                                        | 야블린스키 지지                                   |
| 블라디미르 브린찰로프                             | 기업가, 국가두마 의원                                     | 러시아 사회주의당                                 | 등록 거부, 대법원에서 등록조치 판결               |
| 알렉산드르 바실리예프                             | 운동단체 "신과 함께하는 세계"의 장                        | 무소속                                            | 필요 서명수 미충족                                |
| 유리 블라소프                                     | 작가                                                      | 민족애국당                                        | 등록됨                                            |
| 안드레이 볼코프                                   | 무직                                                      | 무소속                                            | 필요 서명수 미충족                                |
| 아르카디 볼스키                                   | 러시아실업가동맹 회장                                     | 무소속                                            | 옐친 지지                                         |
| 블라디미르 보로닌                                 | 연금생활자                                                | 러시아 국가부흥을 위한 운동                       | 필요 서명수 미충족                                |
| 이고르 가이다르                                   | 국가두마 의원                                             | 러시아 민주선택                                   | 옐친 지지                                         |
| 미하일 고르바초프                                 | "고르바초프-펀드" 대표                                    | 무소속                                            | 등록됨                                            |
| 보리스 그로모프                                   | 국가두마 의원                                             | 나의 조국                                         | 입후보 거부                                       |
| 니콜라이 달스키                                   | 펀드 "공동의 동의" 대표                                   | 무소속                                            | 옐친 지지                                         |
| 보리스 옐친                                       | 러시아 연방 대통령                                        | 무소속                                            | 등록됨                                            |
| 블라디미르 지리놉스키                             | 국가두마 의원                                             | 자유민주당                                        | 등록됨                                            |
| 안드레이 자비디야                                 | 상회 "갈란트" 사장                                        | 러시아공화당                                      | 필요 서명수 미충족                                |
| 발레리 조리킨                                     | 러시아 연방 헌법재판소 재판관                             | 무소속                                            | 입후보 거부                                       |
| 세르게이 지랴노프                                 | 일인회사 "라이프" 사장                                    | 무소속                                            | 필요 서명수 미충족                                |
| 겐나디 주가노프                                   | 국가두마 의원                                             | 러시아연방 공산당                                 | 등록됨                                            |
| 레오니드 카자코프                                 | "자쉬타" 폰드의 경제고문                                  | 무소속                                            | 필요 서명수 미충족                                |
| 얀 콜투노프                                       | 연급생활자                                                | 권력희생자와 불행인들의 당                        | 필요 서명수 미충족                                |
| 블라디슬라프 쿠즈네초프                           | 기업가                                                    | 무소속                                            | 필요 서명수 미충족                                |
| 알렉산드르 레베디                                 | 국가두마 의원                                             | 러시아인공동체회의                                | 등록됨                                            |
| 알렉산드르 로바노프                               | 러시아-핀란드 합작회사 "승용차 연합" 사장                 | 무소속                                            | 필요 서명수 미충족                                |
| 니콜라이 리센코                                   | 러시아국가공화당 당수                                     | 러시아국가공화당                                  | 주가노프 지지                                     |
| 안드레이 리차코프                                 | 환경센터 "오존"의 장                                      | 무소속                                            | 필요 서명수 미충족                                |
| 세르게이 마브로디                                 | 주식회사 MMM 사장                                         | 무소속                                            | 등록 거부                                         |
| 니콜라이 마슬로프                                 | 민족합치당 당수                                           | 민족합치당                                        | 필요 서명수 미충족                                |
| 블라디미르 밀로세르도프                           | 러시아당 당수                                             | 러시아당                                          | 필요 서명수 미충족                                |
| 블라디미르 모로조프                               | 회사 "이뉴르콘" 사장                                      | 무소속                                            | 필요 서명수 미충족                                |
| 보리스 넴초프                                     | 니제고로드주 주지사                                       | 무소속                                            | 입후보 거부                                       |
| 뱌체슬라프 오네긴                                 | 유한합자회사 MOL 사장                                     | 무소속                                            | 필요 서명수 미충족                                |
| 블라디미르 포도프리고라                           | 연방의회 의원                                             | 무소속                                            | 등록 거부, 대법원은 거부 인정                     |
| 알렉세이 포포프                                   | 회사 "미르"의 연구원                                      | 무소속                                            | 필요 서명수 미충족                                |
| 발레리 포포프                                     | 연구센터 "제믈랴" 사장                                    | 무소속                                            | 필요 서명수 미충족                                |
| 표트르 로마노프                                   | 국가두마 의원, 화학공장 "예니세이" 사장                   | 국가민주애국앙상블                                | 주가노프 지지                                     |
| 니콜라이 루자빈                                   | 농부                                                      | 무소속                                            | 필요 서명수 미충족                                |
| 알렉산드르 루츠코이                               | 운동단체 "데르자바" 대표                                  | 데르자바                                          | 주가노프 지지                                     |
| 마라트 사비로프                                   | '합치 세계구상 국제리그' 대표                             | 무소속                                            | 필요 서명수 미충족                                |
| 알렉산드르 사리체프                               | 연합 "아그로테크프롬" 대표                                | 민족애국연합                                      | 필요 서명수 미충족                                |
| 빅토르 세묘노프                                   | 무직                                                      | 무소속                                            | 필요 서명수 미충족                                |
| 아나톨리 시도로프                                 | 경제기업대학 총장                                         | 무소속                                            | 필요 서명수 미충족                                |
| 뱌체슬라프 실라예프                               | 러시아정신혁신센터 "7번째 빛" 대표                        | 러시아창의력연합                                  | 필요 서명수 미충족                                |
| 세르게이 스크보르초프                             | "민족신문" 책임편집장                                     | 소련공산당-2                                      | 필요 서명수 미충족                                |
| 발레리 스미르노프                                 | 국가해방전선 집행위원회 의장                              | 국가해방전선                                      | 필요 서명수 미충족                                |
| 미하일 스미르노프                                 | 변호사                                                    | 무소속                                            | 필요 서명수 미충족                                |
| 블라디미르 솔로비요프                             | 비상장주식회사 "통일 'MALS'"의 예술가 그룹 "푸슈킨"의 장  | 무소속                                            | 필요 서명수 미충족                                |
| 아나톨리 스탄코프                                 | 모스크바시 두마 의원                                      | 무소속                                            | 필요 서명수 미충족                                |
| 갈리나 스타로보이토바                             | 국가두마 의원                                             | 무소속                                            | 등록 거부, 대법원은 거부 인정                     |
| 세르게이 술라크쉰                                 | 국가두마 의원                                             | 무소속                                            | 필요 서명수 미충족                                |
| 아르툠 타라소프                                   | "콘솔리다치야" 노동조합연맹 고문                          | 무소속                                            | 등록 거부, 대법원은 거부 인정                     |
| 스타니슬라프 테레호프                             | "소유즈 오피체로프" 의장                                  | 무소속                                            | 주가노프 지지                                     |
| 바실리 네렌티예프                                 | 유한합작회사 "핀란디야" 사장                              | 반공산민족당                                      | 필요 서명수 미충족                                |
| 세르게이 토흐타비예프                             | 약소국과 민족그룹 성장을 위한 국제펀드의 장               | 무소속                                            | 필요 서명수 미충족                                |
| 아만 툴레예프                                     | 케메로보주 입법의회 의장                                  | 러시아 연방 공산당                                | 등록되었으나 후보직을 포기하고 주가노프 지지      |
| 레프 우보주코                                     | 보수당 의장                                               | 러시아보수당                                      | 등록 거부, 대법원은 거부 인정                     |
| 뱌체슬라프 우샤코프                               | 주식회사 "모스크바 투자펀드" 사장                         | 무소속                                            | 등록 거부, 대법원은 거부 인정                     |
| 보리스 표도로프                                   | 국가두마 의원                                             | 전진 러시아                                       | 옐친 지지                                         |
| 스뱌토슬라프 표도로프                             | 안과의사, 국가두마 의원                                   | 노동자치당                                        | 등록                                              |
| 빅토르 페도소프                                   | 유한책임회사 "아틸라" 사장                                | 소비에트스탈린주의당                              | 필요 서명수 미충족                                |
| 세르게이 포민체프                                 | 비상장주식회사 "폰드 포민체바" 사장                       | 무소속                                            | 필요 서명수 미충족                                |
| 올렉 하바로프                                     | 컨소시엄 "인테로존"의 장                                  | 무소속                                            | 필요 서명수 미충족                                |
| 이리나 하카마다                                   | 국가두마 의원                                             | 옵쉐예 델로                                       | 필요 서명수 미충족                                |
| 바쉬르 차흐키예프                                 | 인구세티야 예비군 사령관                                  | 무소속                                            | 필요 서명수 미충족                                |
| 빅토르 체체바토프                                 | 극동군사관구 사령관                                       | 무소속                                            | 옐친 지지                                         |
| 빅토르 체르노미르딘                               | 러시아 총리                                               | 우리 집 러시아                                    | 옐친 지지                                         |
| 바실리 체르니쇼프                                 | 출판사 "글라골" 부사장                                    | 무소속                                            | 필요 서명수 미충족                                |
| 마르틴 샤쿰                                       | 펀드 "레포르마" 대표                                      | 무소속                                            | 등록 거부, 대법원에서 등록조치 판결               |
| 갈리나 샤로바                                     | 비상장주식회사 "노르드-콤플렉트" 사장                     | 무소속                                            | 필요 서명수 미충족                                |
| 알렉세이 셰브첸코                                 | 비상장주식회사 "중앙엔지니어링회사 '포드보리예'" 전무이사 | 무소속                                            | 필요 서명수 미충족                                |
| 그리고리 야블린스키                               | 국가두마 의원                                             | 야블로코                                          | 등록됨                                            |

## 선거 캠페인

### 옐친 선거 캠페인

#### 출마선언과 공약

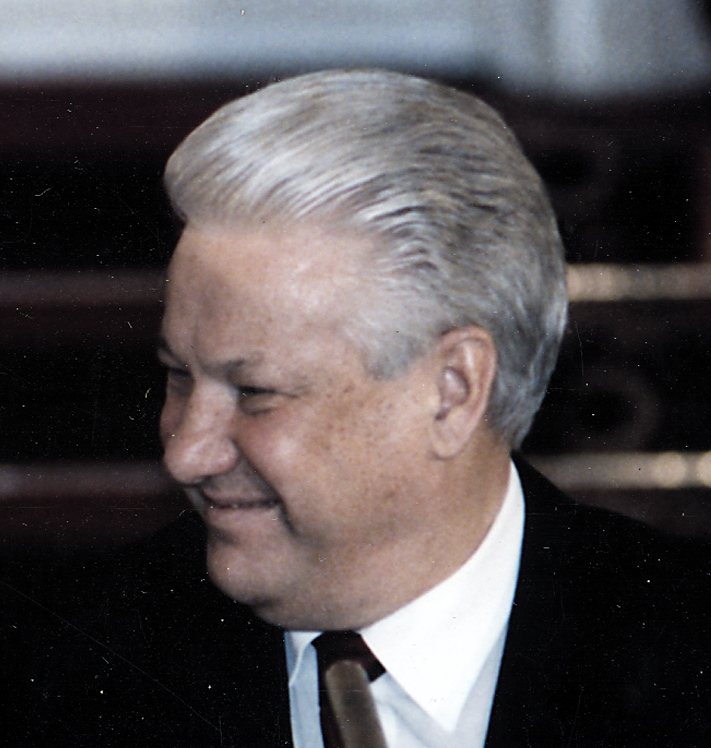
보리스 옐친

옐친의 주변 사람들은 대통령이 하야하고 그의 최측근을 후계자로 세울 것이라고 예상했다. 특히 1995년 7월 10일에서 11일로 넘어가는 밤에 발생한 심근경색이 그런 추측의 이유였다. 그러나 1996년 1월 4일 옐친은 대통령 행정실장 세르게이 필라토프에게 재선에 참여할 의향이 있다고 말했으며, 공산주의자들이 의원선거 이후 정치적인 '복수'를 하지 못하도록 해야 한다는 의사를 밝혔다. 2월 15일 예카테린부르크 청년의 궁에서 진행된 미팅에서 옐친은 공식적으로 재선 출마를 선언했다. 그리고 3월 25일 발기단체 중 하나가 옐친의 후보 등록을 위해 수집한 백만 개 이상의 서명을 제출했다. 옐친의 선거 공약은 지속적인 자유민주사회로의 전환과 재건을 지지했다. 국가수입의 분배 시스템을 서방국가에 가깝게 만들고, 지속적으로 영세기업과 소기업을 지원하고, 국가 차원에서 부가 집중되어 올리가르히와 마피아의 손에 의해 움직이는 것에 대항할 것이라고 그는 약속했다. 그리고 새로운 문화와 학문 성장을 위한 정치를 하고, 신세대 교육에 모든 역량을 다할 것이라고 말했다. 제안한 공약의 실현을 위하여 옐친은 일련의 칙령에 서명했다. (이 중에는 토지 소유에 관한 국민의 권리에 대한 칙령도 있었다.) 그는 또한 빠른 시일 내에 체첸 전쟁을 중단할 것이며, 2000년까지 모든 전쟁 행위를 취소하고 조약에 기반하여 군사력을 조절할 것을 공약했다.

#### 스태프와 행정자원
처음에 옐친 선거캠프의 스태프는 FSB 국장 미하일 바르수코프와 부총리 올레크 소스코베츠가 조직했으나, 3월 23일 스태프장 지위에서 소스코베츠는 업무의 미숙을 이유로 내려오고 아나톨리 추바이스가 스태프를 지휘하게 된다. 그는 '분석팀'을 조직해 사회학적인 연구를 수행하고 데이터 결과를 선거 캠페인의 업무 수행에 이용하도록 했다. 이 팀에는 NTV 사장 이고르 말라센코가 배정되어 언론 관련 업무를 담당했고, 옐친의 딸인 타티야나 디야첸코도 대중 부문의 고문 자격으로 참여하였다. 옐친의 선거스태프는 대통령 호텔의 객실에 머물렀고, 객실 주변에는 항상 무장경비가 배치되었다. 선거운동이 진행되며 캠프엔 두 진영 간 갈등이 있었는데, 아나톨리 추바이스의 '민주파'는 승리할 때까지 운영해나가야 한다는 반면, 알렉산드르 코르자코프와 올레크 소스코베츠의 '강경파'는 선거의 연기 또는 취소를 주장했다.
법에 따르면 정부기관 근무자와 공직자는 선전에 참여할 수 없었다. 추바이스의 말에 따르면, 처음에는 주지사와 시장의 약 절반이 옐친에게 반대했고, 1/6이 중립적인 의견을 표했다. 니콜라이 예고로프를 대통령 행정실장으로 임명한 후, 행정 자원을 이용해 지지율을 높히려는 작업을 시작했다. 이들은 행정자원을 동원해 최소한 투표자의 60%가 옐친을 지지하게 하려고 계획하였다. 옐친의 재선 캠페인 기간동안, 많은 지방 지도자들이 지지의사를 표명했다. 대통령보안국 반부패부 부장 발레리 스트렐레츠키 대령의 의견에 따르면, 이는 자원의 완전한 부패와 관련되어 있었다. 옐친 선거캠프의 스태프는 공무원들에게 뇌물을 주었고, 가짜 당을 만들었고, 후보의 지지를 위한 다양한 운동에 재정을 지원해주었다. 또, 몇몇 반공산주의 세력들도 현 대통령을 지지했다.

#### 옐친의 홍보운동
옐친의 선거캠프에 대형 방송사의 사장들이 있었기 때문에, 방송은 실질적으로 권력의 손 아래에 있었다. 또한 많은 기자들이 옐친을 언론의 자유의 수호자로 보아 지지했다. 그를 지지하기 위해 상당한 수량의 예술적 홍보 영상들이 촬영되었다. 그러나 옐친 자신은 TV 토론에 참여하지 않았다. 언론은 균등하게 각 후보를 조명해주지 않았다. 방송시간의 절반 이상이 옐친을 긍정적으로 조명하기 위해 할당되었고, 여타 후보들은 무시되거나 비판받았다. 주된 라이벌, 즉 주가노프에게서 벗어나기 위해 옐친의 스탭들은 이에 대항하는 정보 전쟁을 시작했다. 신문에는 주가노프가 선거에서 승리할 경우 가정할 수 있는 부정적인 결과가 기사로 작성되었고, 그 수량은 드물지 않게 과장됐다. 보리스 베레좁스키는 이러한 현상을 인정하며 선거 캠페인이었던 '언론의 자유'가 이상적으로는 존재할 수 없었다고 말했다.
2012년 '에코 모스크바'와의 인터뷰에서 안드레이 바실리예프가 밝힌 바에 따르면, 언론은 여론을 조작하여 러시아인들이 '민주적인 투표'를 못하게 하려고 했고, 모든 설문조사에서 앞서고 있던 공산주의자들의 '몇몇 민주적인 기관들'을 통한 권력 차지를 막으려고 했다. 드미트리 푸르만의 의견에 따르면 옐친의 지지자들은 선거 이전의 법규를 준수하여 '적법하게 진행하기'를 거부했다. 주가노프가 법을 따라 승리하지 못하게 하기 위함이었다. 이는 러시아의 민주적 기관의 성장에 있어 막대한 손실을 불러왔다. 동시에 몇몇 기자들은 자신의 작용을 생각 깊은 것으로 간주했다. 이고르 스비나렌코는 도덕적 권리에 대해 언론의 자유가 부재함에 따라 공산주의자들에게 '같은 탑승권을 지불한다'라고 말했다. 블라디미르 야코플레프는 공산주의자들의 목적과 계획은 자신에게 있어, 쉽게 말해, 동의하기 힘든 것이라고 간주했다. 잡지 "이토기"의 편집장 세르게이 파르호멘코는 윤리와 정의를 세울 준비를 해야 한다는 뜻을 표했고, 반공산주의적 히스테리를 불지펴 주가노프의 승리를 저지해야 한다고 말했다.
'투표하거나 패배하거나'라는 슬로건(이는 빌 클린턴이 1992년 대통령 선거에서 내세운 구호 'Choose or Lose'와 유사했다.)을 필두로 한 옐친의 선거 캠페인은 전반적으로 유권자들에게 실직적으로 자본주의적 미래의 옐친과 공산주의적 과거의 주가노프 사이에서의 선택을 제안하는 성격이 있었다. 선거 캠페인으로 러시아 전역에서 일련의 음악가들이 현 대통령을 지지하기 위한 공연을 다녔다. 힙합 그룹 '말치슈닉'은 DJ 그루프와 함께 '투표하거나, 패배하거나'라는 제목의 노래를 작곡했고 영상을 찍었다. 영상에서는 옐친의 그라피티가 있는 집을 배경으로 음악가들이 등장했다. 옐친은 러시아 전역에서 선거유세를 다녔는데, 미팅을 주최하고, 인터뷰를 수락하고, 청년 콘서트를 찾아갔다. 또한, 세르게이 리솝스키는 러시아공산당이 이 유세를 좌절시키려고 시도했다고 표명하기도 했다. 유명한 TV프로그램들은 옐친을 조명하였다. 타타르 사반투이 축제 방문, 예브게니 오신의 로스토프 콘서트에서 옐친이 춤춘 것, 리솝스키가 개최한 모스크바 록 콘서트에의 참여, 석탄 탄갱의 방문과 국경지대 주둔군 방문, 2차 대전 참전용사에게 팩시밀리로 편지를 보내는 등의 행보가 조명됐다. 옐친은 6월 4일 예카테린부르크에서 비공개 미팅을 가졌다. 미팅에는 스베르들롭스크 주 주지사 에두아르트 로셀이 참가했다.

#### 올리가르히의 지원
1996년 2월 '다보스 조약'라고 불리는 것에 대한 정보가 공개됐다. 다보스에서 러시아 올리가르히들이 치밀한 상의 끝에 옐친의 지지하는 조약을 체결하였다는 것이다. 사람들은 러시아연방 대통령의 비서실장 게오르기 사타로프가 한 말을 들었다. 4월 26일 '궁지에서 벗어나자!'라는 제목의 공개 서한이 공개됐다. 이 서한에는 13명의 영향력있는 러시아 기업인들이 서명했는데, 보리스 베레좁스키, 블라디미르 구신스키, 블라디미르 포타닌, 알렉산드르 스몰렌스키, 미하일 프리드만, 미하일 호도르콥스키, 알렉산드르 둔두코프, 빅토르 고로딜로프, 니콜라이 미하일로프, 세르게이 무라플렌코, 레오니드 네브즐린, 알렉세이 니콜라예프, 드미트리 오를로프였다.

### 결과
러시아 대통령 보안국의 평가에 따르면, 옐친의 선거캠페인은 전반적으로 현행법을 우회하는 데에 약 1천억 미국 달러를 소모했고, 워싱턴 국제전략연구센터는 이 금액을 2천억 달러로 추정했다. 1차 투표 이전 분석팀과 정치기술자들 덕분에 옐친의 지지도는 눈에 띄게 상승했고, '옵셰스트벤노예 므네니예'와 VTsIOM 등 기관의 집계는 옐친이 선호됨을 나타내기 시작했다. 그러나 사회에선 이 시점까지 정치에 대한 피로가 쌓였고, 러시아의 많은 주민을 둘러싼 권태감을 형성했다.

## 여론조사
| 조사 정보                          | 조사 정보           | 주가노프 | 옐친  | 레베디 | 야블린스키 | 지리놉스키 | 표도로프 | 고르바초프 |
| 기관                               | 날짜                | 주가노프 | 옐친  | 레베디 | 야블린스키 | 지리놉스키 | 표도로프 | 고르바초프 |
| ---------------------------------- | ------------------- | -------- | ----- | ------ | ---------- | ---------- | -------- | ---------- |
| 니자비시마야 가제타 / VP           | 1992년 12월 31일    | —        | 19 %  | —      | —          | 3 %        | —        | 4 %        |
| VTsIOM                             | 1993년 9월 15일     | —        | 28 %  | —      | 9 %        | 3 %        | 2 %      | 1 %        |
| VTsIOM                             | 1995년 10월 17-24일 | 9 %      | 3 %   | 13 %   | 12 %       | 6 %        | 10 %     | —          |
| VTsIOM                             | 1995년 11월 20일    | 10 %     | 3 %   | 6 %    | 8 %        | 7 %        | 5 %      | 1 %        |
| VTsIOM (선거에서 표를 던질 정치인) | 1996년 1월 30일     | 18 %     | 10 %  | 9 %    | 12 %       | 10 %       | 5 %      | 1 %        |
| VTsIOM (가장 영향력있는 정치인)    | 1996년 1월 30일     | 11.3 %   | 5.4 % | 5.5 %  | 7.7 %      | 7.1 %      | —        | —          |
| РОМИР                              | 1996년 4월 6-7일    | 27 %     | 22 %  | 8 %    | 7 %        | 6 %        | 6 %      | 1 %        |
| VTsIOM                             | 1996년 4월 14일     | 26 %     | 18 %  | 10 %   | 10 %       | 8 %        | 8 %      | 1 %        |

## 1차 투표

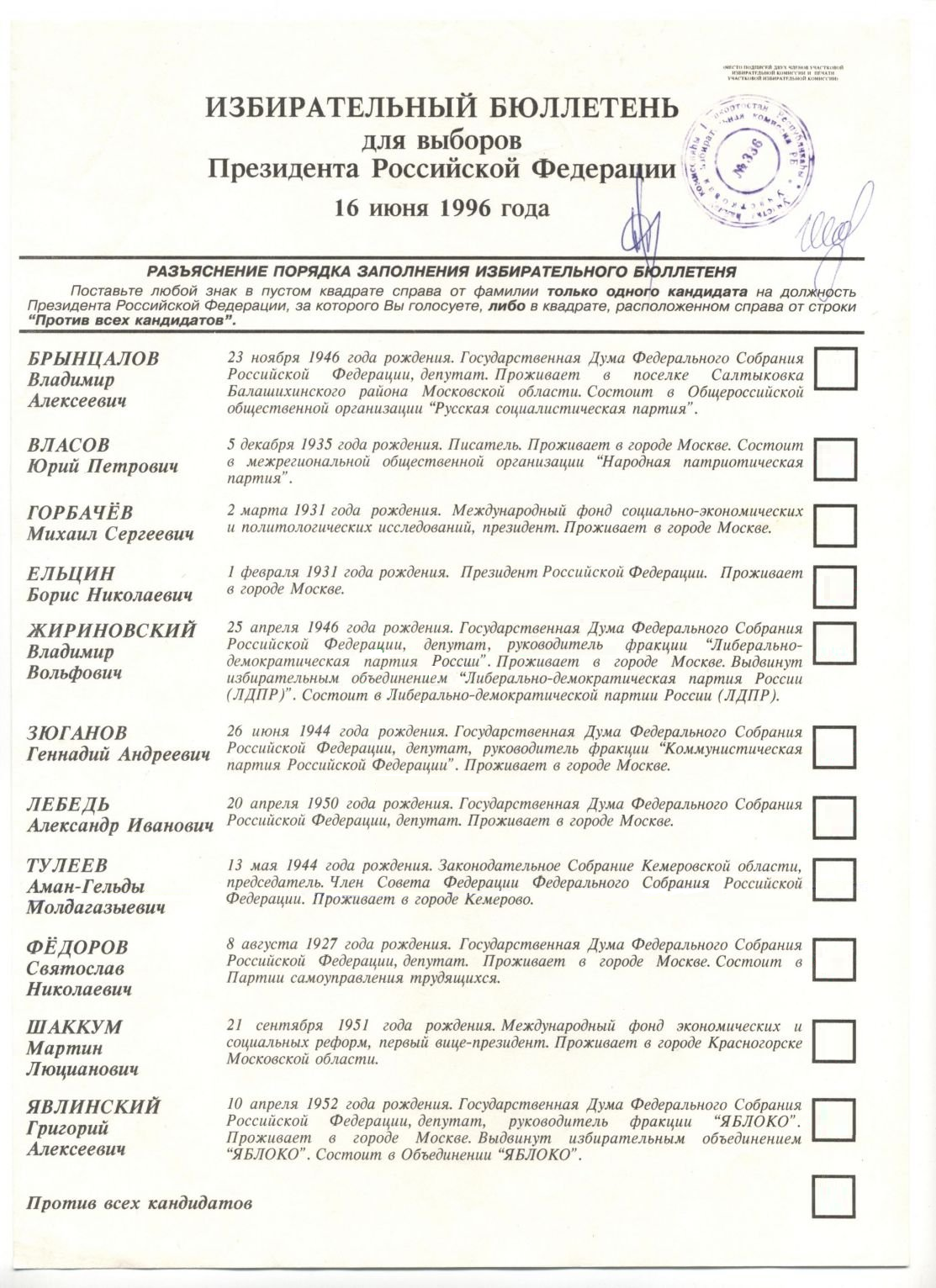
러시아 대통령 선거의 1차투표를 위한 투표용지

1차 투표의 참가자는 7,570만명 이상으로 전체 유권자의 69.81%에 달했다. 80만 명 이상의 유권자가 부재자 투표로 참여했다. 투표는 러시아 연방 영토뿐 아니라 특수한 경우의 해외 유권자들에게서도 치러졌다. 유세금지의 날이었던 6월 15일, 영국에서 열린 UEFA 유럽 선수권대회에서 러시아와 독일 국가대표팀의 경기가 진행되었다. 이날 아침, 선수들과 트레이너, 그리고 러시아 공식 대표단 인원들이 유권자로서 영국 라이팅턴의 호텔 컨퍼런스홀에서 투표를 진행했다. 투표함과 용지는 주영 러시아대사관 관계자들이 준비하였다. 야말 반도의 주민들 또한 미리 투표를 진행했다.
1차 결과의 결과로 현 대통령인 옐친이 더 많은 지지를 얻는 것으로 드러났으나, 당선을 위한 요구득표치에 도달하진 못했다. 그의 득표수는 2,660만 표로, 35.28%를 얻었다. 주가노프는 옐친보다 약간 떨어지는 2,420만 표를 받아, 32.03%의 득표율을 보였다. 의외의 결과는 A. I. 레베디가 3위를 차지한 것이었는데, 그는 1,070만 표인 14.52%의 지지를 받았다. 투표결과, 2차 투표에 진출한 후보는 옐친과 주가노프였다. 한편 430만 표(5.7%)를 받아 5위를 차지한 블라디미르 지리놉스키는, 투표소에서 주가노프의 승리시 연립정부의 자리를 포기할 것이라고 밝혔다. 가장 심각한 패배를 당한 것은 미하일 고르바초프로, 그는 0.51%인 38만 6천 표를 얻는 데에 그쳤다. 블라디미르 밀로프의 말에 의하면, 유권자들이 "실리를 택했으며, 고르바초프의 집권 기간에 대한 낭만적 노스탤지아의 기억"은 꺼내오지 않았기에 투표에서 그는 일말의 기회도 얻지 못했다. 후보직을 포기했던 아만 툴레예프는 사전 투표의 결과로 일부 표를 받기도 했다.
옐친은 주로 모스크바와 상트페테르부르크, 공업 대도시, 북부 러시아, 시베리아, 극동, 몇몇 민족공화국 거주자들, 그리고 재외 러시아인들의 지지를 받았다. 주가노프는 주로 중앙 러시아의 침체된 농업지대, 흑토지지대, 볼가강 유역, 그리고 북캅카스의 몇몇 공화국(이는 남부 러시아, 남시베리아나 극동지방 남부의 대부분, 그리고 강성 공산당 지지지역까지 이어지는 "적색 지대"라고 불렸다.)에서 지지를 받았다. 옐친은 46개 지역에서 1위를 차지했으며 (10개 지역에서 절대적 다수표 차지) 주가노프는 43개 지역에서 1위를 차지했다 (9개 지역에서 절대적 다수표). 옐친이 가장 높은 득표율을 보인 지역은 체첸(64.1%)으로, 이는 자동투표시설 '비보리'가 작동하고 있지 않은 지역이었다. 주가노프가 가장 높은 득표율을 보인 지역은 다게스탄(63.2%)으로, 이 지역에서 옐친과의 차이는 거의 40%까지 벌어졌다. 정치학자 드미트리 오레쉬킨의 말에 의하면, 러시아의 10대 대도시권에서 옐친은 1차 투표에서 52%를, 주가노프는 18%의 표만을 얻었고, 100대 대도시로 보아도 여전히 43%과 23%으로 옐친이 우위를 보였기에, 주가노프의 지지세는 오로지 지방 농촌인구의 지지로 유지되었다고 볼 수 있다. 타타르스탄에서 주가노프와 옐친의 득표수 차이는 단 4730표였다(두 후보는 정확히 표의 38%를 얻었다.). 그러나 참관인들의 발언에 의하면 해당 지역에서 옐친을 밀어주기 위한 개표 부정이 있었기에, 최고 접전지역은 카바르디노-발카리야(옐친 39%, 주가노프 38%)로 추정된다. 북오세티야에서는 주가노프의 압도적 승리세가 기록되었는데, 그가 약 63%의 득표를 얻은 반편 옐친은 19%에 그쳤다.
1차 투표의 수치 도표는 다음과 같다.
| 순위                 | 후보                               | 득표       | %      |
| -------------------- | ---------------------------------- | ---------- | ------ |
| 1.                   | 보리스 니콜라예비치 옐친           | 26,665,495 | 35.28  |
| 2.                   | 겐나디 안드레예비치 주가노프       | 24,211,686 | 32.03  |
| 3.                   | 알렉산드르 이바노비치 레베디       | 10,974,736 | 14.52  |
| 4.                   | 그리고리 알렉세예비치 야블린스키   | 5,550,752  | 7.34   |
| 5.                   | 블라디미르 볼포비치 지리놉스키     | 4,311,479  | 5.70   |
| 6.                   | 스뱌토슬라프 니콜라예비치 표도로프 | 699,158    | 0.92   |
| 7.                   | 미하일 세르게예비치 고르바초프     | 386,069    | 0.51   |
| 8.                   | 마르틴 류치아노비치 샤쿰           | 277,068    | 0.37   |
| 9.                   | 유리 페트로비치 블라소프           | 151,282    | 0.20   |
| 10.                  | 블라디미르 알렉세예비치 브린찰로프 | 123,065    | 0.16   |
| 11.                  | 아만 구미로비치 툴레예프           | 308        | 0      |
| 모든 후보에 반대     | 모든 후보에 반대                   | 1,163,921  | 1.54   |
| 무효표               | 무효표                             | 1,072,120  | 1.43   |
| 총계 (투표율 69.81%) | 총계 (투표율 69.81%)               | 75,587,139 | 100.00 |

## 두 선거 사이의 동향
2차 투표는 7월 3일 수요일로 정해졌다. 러시아 연방 정부는 이를 공휴일로 지정했다. 선거일을 일요일에서 수요일로 옮기는 것은 유권자들의 참여율을 높이려는 의도에서 시행되었다. 투표기간, 나즈란에선 이치케리아 체첸공화국과 러시아연방군 사이의 정전협정이 체결되었다. 이는 세르게이 스테파시닌, 뱌체슬라프 미하일로프, 뱌체슬라프 티호미로프, 블라디미르 스트라시코가 연방군 측에서, 아슬란 마스하도프가 체첸공화국 측에서 서명한 결과였다. 대통령 선거의 결과는 무엇보다, 알렉산드르 레베디의 지지자 수(투표자의 15%)에서 결정될 수 있었다.

### 옐친
2차 투표를 앞둔 옐친 측의 선거직전 슬로건은 '투표하라, 그러면 승리한다'였다. 6월 18일 옐친은 알렉산드르 레베디를 러시아연방 안전회의 서기장으로 지명했다. 이는 레베디가 옐친 지지를 표명하며 자신의 지지자들에게 현 대통령을 지지할 것을 요청한 뒤였다. 같은날 국방부 장관 파벨 그라초프가 사임했는데, 이는 레베디의 임명 조건 중 하나였다. 이로서 확신된 것은 그라초프가 정부의 대격변에 준비가 되어 있지도, 옐친에게 압박을 가할 시도를 하지도 않았다는 것이다. 선거 이후 옐친은 곧, 사실상 정치판에서 '버리며' 레베디를 사임시켰다. 6월 19일 저녁 캠페인 '투표하거나 패배하거나'의 설립자 세르게이 리솝스키와 추바이스의 가까운 동료인 아르카디 예브스타피예프는 벨리 돔(정부청사)에서 나오던 길에 "제록스 추문"과 관련된 혐의로 체포된다. 이는 50만 달러가 연루된 일이었다. 250만 달러의 규모의 금액이 경제부 차관 게르만 쿠즈네초프에게 전달되었으며, 이는 인쇄물, 사진과 벽보를 주문하기 위한 금액이었다. 코르자코프는 리솝스키와 예브스타피예프를 횡령 혐의로 고소했다. 그들의 관계는 불법 외화거래 혐의의 형사소송으로 격분되었다. 투표를 중지하라는 위협이 있었으나, 코르자코프와 소스코베츠를 직무에서 해임하고 참모에서 제외하는 것으로 갈등은 종식되었다. 발레리 호먀코프의 의견에 따르면, 이 사건은 추바이스와 코르자코프가 옐친의 승리를 위해 자작한 것이었다.
6월 26일 옐친은 1995년 여름부터 시작된 심근경색을 6번째로 맞는다. 이때문에 그가 참석하는 일련의 일정들은 모두 취소되었다. 타티아나 디야첸코와 아나톨리 추바이스는 공식적으로 대통령의 자발적인 연설 취소를 선언하였으나, 그의 건강에 대해서는 밝히지 않았다. 이 사건으로 주가노프가 유권자들의 지지를 받을까 우려했던 것이다. 두 선거 사이의 기간에 언론에서는 선거 이전 촬영된 미공개 옐친 자료가 방영되었다. 6월 28일 세르게이 필라토프는 RIA "노보스티"와의 인터뷰에서 대통령이 유권자들을 위한 방송에 "목소리가 되살아난 것처럼" 나왔다고 밝혔다. 투병중인 옐친은 바르비흐의 자택에서 레베디를 접견했다. 그러나 촬영을 위해 거실을 옐친의 집무실처럼 재정비하고, 의료기기들은 제거했다. 6월 30일 '인테르팍스'사는 "옐친 대통령이 '인테르팍스'사의 질문에 답하다."라는 표제로 기자의 질문에 대한 옐친의 답변을 적은 인터뷰를 공개했다. 이는 곧 다가올 2차 투표와 선거공약 실천을 다룬 것이었다. 그러나 1999년 드러난 바로는, 이는 러시아 사회가 옐친의 건강에 관한 진실을 알지 못하게 하기 위해 기자가 꾸며낸 것이었다. 7월 1일 방송으로 옐친과 유권자들 사이의 대화, 그리고 옐친과 체르노미르딘의 회동에 관한 NTV의 방송이 방영되었다. 7월 2일엔 REN TV의 직원 엘다르 랴자노프가 녹화한 옐친과의 인터뷰가 방영되었다. 녹화의 참가자들은 옐친의 병색을 암시하는 모든 부분을 지워야 했다. 대통령이 움직이고, 말하고, 심지어 숨쉬는 것도 힘들어했기 때문이다. 옐친 스스로가 자서전에 기술한 바에 따르면, 주가노프가 승리할 가능성을 주지 않기 위해 병에 관한 모든 정보를 숨겼다고 한다.

### 주가노프
1차 투표에서의 선전에서도 불구하고, 주가노프는 자신의 편으로 비공산당 세력의 후보를 포섭할 수 없었다. 그를 지지하는 유권자들은 1995년 두마 의원선거에서 지지했던 이들이었다. 연정을 성립시키고 2차 투표에서의 지지를 부탁하기 위한 협상에 그의 정치적인 활동성이 미칠 수 있는 영역은 오직 사퇴한 후보들과의 협상 뿐이었다. 실질적으로 수사법은 '중립주의' 쪽으로 움직인 것이다. 그는 레베디에게 2차 투표에서 그를 지지하는 조건으로 자신의 팀에서의 자리를 제안했으며, 옐친이 승리한 이후 레베디를 직위에서 해임할 지도 모른다고 설득했으나, 결국 실패했다. 알렉산드르 루츠코이는 이러한 레베디의 행실을 "배신"이라고 불렀다. 주가노프와 야블린스키와의 협상도 성공적이지 못했는데, 야블로코의 4차 전당대회에서 두 명의 대표는 주가노프를 지지했으나 당의 전체적인 의견은 "모두에게 반대"를 지지하는 것이었다. 지리놉스키는 6월 24일 성명을 내어 주가노프를 자신의 그룹에서 "극좌파적인" 빅토르 안필로프와 "무능력한" 아나톨리 루키야노프, 니콜라이 리지코프를 제명시킬 경우에 지지하겠으며, 옐친은 "초자유주의적인" 아나톨리 추바이스, 세르게이 필라토프, 세르게이 샤흐라이를 제명시킬 경우 지지하겠다고 밝혔다. 6월 28일, 그는 최종적으로 자신의 지지자들에게 "소련 공산당의 직접 계승자"인 주가노프에 투표하지 말 것을 부탁했다.
주가노프가 중립주의로 옮겨간 것은 연정의 성립 가능성에 부정적인 영향을 미쳤다. 알렉산드르 루츠코이, 예브게니 수츠코프, 세르게이 바부린도 정치적 활동의 쇠퇴와 주가노프를 향한 위협의 회피와 관련이 있었다. 2차 투표일 전날, 텔레비전 방송과 관련한 몇 개의 스캔들이 터졌다. 주가노프와 스타니슬라프 고보루힌은 옐친의 알코올 남용을 암시하고 대통령의 무능력에 질문을 던지는 텔레비전 프로그램을 방영시키려는 시도로 비난을 받았다. 옐친 선거본부 프레스센터의 뱌체슬라프 니코노프에 의하면, 주가노프는 텔레비전 방송에 옐친의 죽음에 관하여 방영하려고 하였다. 주가노프는 모든 혐의를 부정하였으며, 자신은 옐친의 건강 상태를 잘 알고 있으며 전자 개표 시스템이 선거 결과를 조작할 가능성을 경고하고 싶다고 말했다.

## 2차 투표
2차 투표는 유권자의 68%가 참여했다. 옐친은 4,020만 표(53.82%)를 받아 승리했다. 주가노프는 대략 3천만 표(40.31%)를 받았고, 3백6십만명(4.82)가 두 후보에 모두 반대한다는 표를 던졌다. 1차 예비결과는 모스크바 시간으로 23시 30분에, 최종 결과는 7월 4일 오전 5시 30분에 공고되었다. 많은 전문가들의 의견에 의하면, 2차 투표의 결과는 14.52%의 표(약 1,000만 표)가 결정했으며, 이들은 1차 투표에서 알렉산드르 레베디를 지지하는 사람들이었다. 주가노프는 이 사실을 2011년 의원 선거를 앞두고 방송사 로시야 1의 블라디미르 솔로비요프의 방송에 이뤄진 토론에서 밝혔다. 결과 집계가 완료된 후 주가노프는 자신의 패배를 인식하고 옐친의 승리를 축하했다.
옐친은 러시아의 100개 대도시 가운데 86개의 도시에서 1위를 차지했다. 그는 모스크바와 페테르부르크에선 주가노프를 50%만큼 앞서고, 또 우랄과 시베리아, 극동 지역에서도 승리했다. 주가노프는 러시아 연방의 31개 연방주체에서 승리했으며, "적색지대"에서 옐친을 15%만큼 앞섰다. 적색지대는 "뒤집힌 선거결과"의 예시였던 지역으로, 국가 전체의 결과와 해당 지역의 투표결과가 반대로 도출되었다. 1차 선거에서는 두 후보의 득표수가 거의 같았던 지역에서는 2차 투표에서 옐친이 확실히 승리했다. 카바르디노-발카리야에서 옐친은 주가노프를 거의 2배 차이로, 타타르스탄에서는 30%의 득표율을 기록한 주가노프를 64%로 이겼다. 옐친의 득표율이 가장 높았던 곳은 인구세티야(79.8%), 이보다는 약간 낮은 득표율로 스베르들로프 주와 페름 주, 체첸(68%), 모스크바와 상트페테르부르크였다. 주가노프의 득표율이 가장 높았던 곳은 오를로프 주, 추바시야, 아디게야와 탐봅스키 주였다. 1차 투표에서 주가노프가 승리했던 일련의 공화국들에서 주가노프는 2차 투표에선 크나큰 패배를 당했다.
모스크바, 제르진스크, 주콥스크와 체보크사르의 유럽 평의회의 4개 감시자 그룹은 지역 선거위원회가 보여준 높은 수준의 준비성과 개표의 투명성을 기록했으며 현저한 수준의 위반행위는 없다고 밝혔다. 그러나 러시아의 6개 연방주체(다게스탄, 카라차예보-체르케스 공화국, 모르도비야, 스타브로폴스키주, 로스토프주, 사라토프주)의 선거위원회는 개표 이후 규약안을 수정하게 되었으며, 이 수정내용을 러시아 중앙선거위원회의 규약에도 적용해야 했다. 사라토프주에서 나타난 이상 결과에 관하여 류보프 슬릭스가 보고했는데, 1990년대에 사라토프주는 러시아 연방의 "전자 이상현상"이라고 불릴 정도였다. 사마르스크주 주지사 콘스탄틴 티토프에 의하면, 현 대통령에 대한 지지가 증가한 것이 비정상적이진 않았으며 다만 일련의 유권자들이 후반부에 뭉쳤기 때문에 나타난 결과였고, 이는 1990년대 지역에서의 일반적인 현상이었다.
1996년 7월 3일 2차 투표 결과의 수치화된 도표는 다음과 같다.
| 기호                 | 후보명                       | 득표수     | %      |
| -------------------- | ---------------------------- | ---------- | ------ |
| 1.                   | 보리스 니콜라예비치 옐친     | 40,402,349 | 53.82  |
| 2.                   | 겐나디 안드레예비치 주가노프 | 30,104,589 | 40.31  |
| 모두에게 반대        | 모두에게 반대                | 3,603,760  | 4.82   |
| 무효                 | 무효                         | 780,405    | 1.05   |
| 총계 (투표율 68.88%) | 총계 (투표율 68.88%)         | 74,706,645 | 100.00 |

## 옐친의 취임
취임식은 1996년 8월 9일 국립 크렘린 궁에서 진행되었다. 원래 크렘린의 사보르나야 광장에서 타종하고 합창단과 함께 취임식을 진행하려고 했으나, 궁으로 옮겨진 것은 경제적인 이유이기도 했고, (9십억 루블이 필요했다) 옐친의 건강에 따른 결과이기도 했다. 취임식은 지연되었다. 의견은 다양하나, 당초 예정된 1.5시간보다 16분에서 20분가량 늦어졌다. 그럼에도 러시아 연방 역사상 가장 짧은 취임식으로 기록되었다. 목격자의 말에 따르면 대통령은 취임식에서 매우 적게 움직였고 넘어지길 우려하는 것 같았으며, 선서할 때는 목소리를 떨었다.
옐친은 취임식 전에 마취주사를 맞았음에도 그의 상태가 호전되지 않았다고 확인했다. 9월 5일 프로그램 '브레먀'의 방송 중 미하일 레신과의 인터뷰에서 대통령은 곧 다가올 심장 수술에 대해 밝혔으나, 사회의 반응을 우려해 6월의 심근경색은 드러내지 않았다. 관상동맥우회 수술은 11월 5일 실시되었으며, 수술 시간동안 대통령 권한대행은 빅토르 체르노미르딘이 맡았다.

## 해외의 반응
각국의 정부수반들과 국제기구의 수장들이 옐친에게 수많은 축전을 보내왔다. 6월 5일에는 23편의 축전이, 8일에는 43개가 도착했다. 축전에는 옐친이 국가의 자유민주적인 재건을 이끌어 이룩한 일, 자유민주주의적 가치의 승리, 그리고 공산주의로의 퇴행을 방지한 것에 대한 감사의 내용이 포함되었다. 이러한 축전은 미국 대통령 빌 클린턴, 체코 대통령 바츨라프 하벨, 영국 총리 존 메이저, 우크라이나 대통령 레오니드 쿠치마, 그루지야 대통령 에두아르드 셰바르드나제, 카자흐스탄 대통령 누르술탄 나자르바예프, 독일 총리 헬무트 콜(그는 개인적으로 옐친에게 전화했다.), 독일 외무부 장관 클라우스 킹켈, 프랑스 대통령 자크 시라크가 보내왔다. 또한 유엔 사무총장 부트로스 부트로스갈리, 유럽부흥개발은행 총재 자크 드라로지에르, 로마 교황 요한 바오로 2세, 모스크바 총대주교 알렉세이 2세 측에서도 축전을 보내왔다. NATO 소속 국가들의 많은 고위 공직자들도 주가노프를 옐친이 꺾은 덕분에 "러시아 공산주의자들의 기쁨의 함성"을 듣지 않아도 된다고 밝혔다.
국제공화연구소는 선거감시인단에 의해 고의적인 투표결과 조작시도가 기록되지 않았다며, 선거기구의 높은 투명성을 기념한다는 성명을 냈다. 벨퍼 과학-국제관계센터는 선거가 선거기구와 개표의 측면에서 봤을 때 "자유롭고 공정하게" 치러졌으나, 언론과 재정적 측면을 비춰보았을 땐 그렇지 못하다고 밝혔다. 각각 유럽안보협력기구, 유럽 의회, 유럽 평의회의 선거감시인단 대표인 안드라스 바르소니, 콘스탄치아 크렐, 에른스트 뮐레만은 투표의 전개가 "자유롭고, 공평하고, 공정했다"는 것을 완전히 인정했으며, 1차투표가 의사표시의 자유를 준수하는 모든 방향으로 조직되었고 중대한 위법행위는 보이지 않았다고 말했다. 이와 함께 유럽안보협력기구는 후보들이 정부가 언론을 선거 이전 선전을 하기에 충분한 시간을 배분되지 않았고, 선거 광고의 상당부분이 현 대통령의 지지를 위해서만 할당되었음에 분개했다고 기록했다. 전체적으로 러시아 선거위원회는 모든 절차를 준수했으며, 개별 기표의 횟수를 기록했다.

## 선거에 대한 평가

### 정보기술의 파급력
1996년의 선거는 러시아 역사에서 정치적인 기술(여론 조작 등)이 완전한 효과를 선보인 선거로 간주된다. 이러한 선거기술은 옐친에게 승리를 가져다 주었다. 옐친 선거본부에서 근무했던 '효과적인 정치 재단'의 글레프 파블롭스키는 "1996년의 대통령: 승리의 시나리오와 기술"("어떻게, 왜, 무엇 때문에 우리가 1996년의 선거에서 이겼는가. 옐친의 승리를 위한 우리의 접근법")이라는 보고서를 출간하여 유권자에게의 정보의 파급력을 조명하였다. 보고서에 의하면 옐친의 승리는 인적 전문자원의 연루, 정보공간 지배, 반대세력의 움직임 차단, 소셜미디어와 엘리트 세력의 지배 등의 효과에 의한 것이었다. 따라서 선거 후에는 "사회로 향하는 거대한 선거전(pre-election) 정보의 흐름"이 중지되었으며, 1996년 후반의 설문조사에서는 이미 정부를 향한 염증이 드러난다. 국민들은 1998년 9월 디폴트 이후, 그리고 1999년 가을까지 "절망적인 상태"에 놓여 있었다.
옐친 선거본부 분석팀에서 근무했던 '사회의 의견' 재단 회장 알렉산드르 오슬론은 2006년, 옐친의 승리를 위한 "정치적 기술"의 이용에 관한 논문을 발표했다. NTV의 수석 분석가 브세볼로드 빌체크는 텔레비전 방송이 옐친의 이익을 위해 여론조작의 창구로 이용되었다고 말했다. 옐친 측은 모든 방법을 동원해 주가노프의 승리는 비참하며 돌이킬 수 없는 것이라고 국민들을 세뇌하려고 시도했다. (예를 들어, 스탈린 시대의 탄압에 관한 영상을 방영하여 불안 여론을 조성하고 소련에 대한 향수를 없앴다.) 7월 3일 아침, ORT는 인기있는 TV 드라마 '시크릿 트로피칸키'의 3개 시리즈를 방영했다. 2차 투표에서 주가노프에게 연금생활자들이 획일적인 표를 던지고 다차로 떠나는 일을 막기 위함이었다. 3개 화는 최종화라고 발표되었으나, 실제로는 일주일 더 방영되었다. 이것으로 인텔리 계층, 청년층과 주가노프에게 투표하지 않은 다른 대중들이 투표에 참여했고, 심지어 주가노프의 가장 극성 지지층마저 반드시 그를 지지하여야 하는지 의심하기 시작했다.

### 불균등하게 조명받은 후보들
유럽대중미디어재단의 분석은 선거기간동안 러시아의 대형 TV 방송사들이 균등하고 객관적으로 후보들을 조명하지 않았음을 보여준다. 약 53%의 방송시간이 옐친을, 18%가 주가노프를, 7% 미만이 여타 후보들을 위해 할애되었다. 메릴랜드 대학교의 필립 메릴 저널리즘대학 교수 사라 오츠에 의하면, ORT의 뉴스프로그램 '브레먀'에서 1차 투표에 관련해 방영된 152개 꼭지 중 옐친은 83개(55%), 주가노프는 53개(35%), 나머지 후보들은 (직업과 프로그램의 직책에 관한 언급 없이) 26개(17%) 꼭지에서 언급되었다. NTV의 프로그램 시보드냐의 153개 꼭지 중에서도 옐친은 91개(59%), 주가노프는 52개(34%) 꼭지에서 언급되었고, 다른 후보들이 조명된 것은 체첸과 관련한 협상을 위한 지리놉스키의 연설과 관련된 것뿐이었다. 옐친과 주가노프를 조명하는 방식은 대조적이었다. 전자는 마치 제정러시아 시기의 현감처럼 모든 문제를 해결할 능력이 있는 것처럼 묘사되고 알렉산드르 레베디와의 연합도 지지되었지만, 후자에게는 도발적인 질문을 드물지 않게 던졌으며 악담으로 모욕했고, 토크쇼에서의 그의 발언은 모두 무례한 것처럼 편집되었다. 후보들이 균등하게 조명되지 못한다는 사실에 관해 언론에 유럽의회 의장 콘스탄치야 크렐이 성명을 내어 이것을 언급하고, 선거에 있어 정부의 현 수반과 정당의 수장은 언제나 유사하게 우세함을 가진다고 말했다.
'니자비시마야 가제타'의 편집장 비탈리 트레티야코프는 주가노프 대신 극히 드물지 않게 그의 극성 지지자 빅토르 안필로프를 보여줘 유권자들에게 '공포'를 심어주고, 전승기념일 이전 5일동안, 즉 공식적인 선거캠프의 출범 전까지 TV 방송으로 반소비에트적인 프로그램을 내보냈다고 말한다. 정치학자 마리나 파블로바-실반스카야의 의견에 따라 요약하자면, 옐친 선거캠프는 언론을 통해 공격적으로, 비객관적으로, 편협한 방식으로 다른 후보들을 자유민주주의 사회에 적합하지 못한 성격을 가졌다고 특정지었다. 전러시아여론연구센터 연구원 알렉세이 레빈손은 '유권자들은 뇌로 퓨레를 만들었다'고 말하기도 했다. 파블롭스키는 후보의 조명에 관련된 상황을 '미디어 조종 현상'과 '미디어보호 전략'이라고 명명했다. 1996년 7월 9일부터 12일까지 시행된 BTsIOM의 설문조사는 2차 투표에서 옐친의 지지한 사람들 중 약 50%가 그의 선거 공약에 근거해서, 45%는 주가노프가 대통령이 되길 원하지 않았기 때문에 그를 선택했다는 것을 보여준다.

## 장기적인 후행효과
1996년 선거는 러시아의 역사에서 가장 치열한 선거였다. 한편 진정한 자유민주주의로의 이행이라고 보기엔 어려웠는데, 정권의 교체에 성공하지 못했기 때문이었다. 옐친의 승리는 러시아에서 자유민주적인 기관의 성장과 올리가르히 자본주의의 퇴출에 제동을 걸었다. 국민들의 시각에서 자유민주주의의 정신과 시장경제를 유린하고 언론의 자유에 충격을 주는 것이었다. 1996년 가을, 러시아에는 논란의 파도가 일었다. 이는 공무원들의 임금지급, 옐친 선거캠프의 인원들을 정부의 직위에 임명한 것, 체첸에서의 학살이 목구된 것이 막 확인된 것, 옐친이 선거공약을 지키지 않은 것에 관련된 것이었다. 전체적으로 옐친의 2차 임기는 '자유 경제의 전성기이자 재화 재분배의 절정'이라는 특성을 보이며, 동시에 '다단계 사기의 시기이자 1998년 경제위기'의 시기이기도 했다. 또한 옐친이 자신의 후계자를 찾는 시기였다고도 간주된다. 이런 모든 일에도 불구하고, 옐친은 러시아연방 대통령의 직위를 자진 하야 의사를 밝힌 1999년 12월 31일까지 유지한다.
2004년 미하일 호도르콥스키는 옐친의 선거캠프가 당시의 현안들에 관해 단 하나도 작업하지 않았고, 오직 '정부의 온정주의를 거절하는 조건에의 결정적인 삶의 변화'에 준비가 되었는지에만 초점을 두었다고 말했다. 또한 형성되었던 기자들의 여론은 '주인의 개'로, 자립 사회기관들은 '후원자들의 입'으로 변화하면서 발언의 자유가 억압되었다고 말했다. 그렇게 정치기술의 전능함에 대한 확신이 생겨났으며, 이러한 정치적 환경은 2000년 대통령의 직위에 블라디미르 푸틴이 오르기 위한, 그리고 현대 러시아 정치가 형성되기 위한 전제조건을 마련해주었다. TVTs가 2016년 4월 프로그램 '투표자의 권리'에서 실시한 설문조사 결과에 따르면 응답자의 90%가 1996년 선거에서 주가노프를 선택했을 것이라고 응답했고, 라디오채널 '스바보다'가 2016년 6월 모스크바 시민을 대상으로 실시한 설문조사 또한 같은 결과를 공유했다.

## 참고 문헌
- Вишневский, Борис Лазаревич (2004). 《К демократии и обратно》 (PDF). 모스크바: Интеграл-Информ.
- Ельцин Б. Н. Президентский марафон: Размышления, воспоминания, впечатления... —  М.:  РОСППЭН, 2008.
- Великолепная семёрка // Магнитогорский металл. — 1996. — 11 6월 (№ 112 (9293)).
- От Ельцина к… Ельцину: президентская гонка-96 / ред. Доброхотов Л. Н., Горшков М. К., Журавлев В. В. —  Москва:  Терра, 1997. — 630 с. — ISBN 5-300-01094-4.
- “Русская рулетка — 96”. 《Московский комсомолец》. Агентство федеральных расследований. 2001년 7월 3일. 2020년 7월 8일에 확인함.
- Вишневский Б. Л. К демократии и обратно —  М.:  Интеграл-Информ, 2004. — 346 с. — ISBN 5-89069-093-0.
- Григорьев Н. Г. Офтальмология Чувашии и Святослав Фёдоров —  Чебоксары, 2007. — 200 с.
- Добрынина Е. П. Скальпель против абсурда. Таких не берут в президенты // Открытие доктора Федорова. Книга первая. Биографические очерки / сост. И. Е. Фёдорова —  М.:  Дом печати «Столичный бизнес», 2007. — С. 408—423.
- Зотова З. М. Предвыборная программа – основной ресурс избирательной кампании —  М.:  РЦОИТ, 2001. — 96 с. — ISBN 5-93639-013-6.
- Козлов П. А. Роль периодической печати в президентских выборах 1996 г. в Российской Федерации // Проблемы отечественной истории: Источники, историография, исследования. Сборник научных статей / редколлегия: М.Н. Барышников, А.В. Голубев и др.; отв. ред. М. В. Друзин —  СПб.; 틀:К.; Мн.:  Санкт-Петербургский институт истории РАН; Институт истории Украины НАНУкраины; Белорусский гос. ун-т, 2008. — 682 с.
- Ловенхардт Дж. Выборы президента России 1996 года // Особая зона: выборы в Татарстане / Михайлов В.В., Бажанов В.А., Фарукшин М.Х. —  Ульяновск:  Казанское отделение Международной Правозащитной Ассамблеи, 2000. — ISBN 5-7769-0018-2.
- Михайлов В. В. Демократизация России: различная скорость в регионах. (Анализ выборов 1996 и 2000 гг. Место Татарстана среди субъектов РФ) // Особая зона: выборы в Татарстане / Михайлов В.В., Бажанов В.А., Фарукшин М.Х. —  Ульяновск:  Казанское отделение Международной Правозащитной Ассамблеи, 2000. — ISBN 5-7769-0018-2.
- Мороз О. П. Красные больше не вернутся —  М.:  Русь-Олимп, 2007. — 272 с. — ISBN 978-5-9648-0178-8.
- Хлебников П. Ю. Крёстный отец Кремля — Борис Березовский, или История разграбления России / пер. Михаил Александров —  Детектив-Пресс, 2001. — 392 с. — ISBN 5-89935-017-2.
- Юрьев Владислав Михайлович, Сельцер Дмитрий Григорьевич. Президентские выборы в России: динамика общих и частных характеристик // Вестник Тамбовского государственного университета. Гуманитарные науки. — 2008. — № 4 (60). — С. 9—18.

1. ↑  Владимир Абаринов (2003년 11월 1일). “Янки при дворе царя Бориса” (러시아어). Совершенно секретно. 2020년 8월 7일에 원본 문서에서 보존된 문서. 2020년 8월 16일에 확인함.
2. ↑  Дмитрий Окунев (2019년 7월 3일). “«Нас запугали коммунистами»: как Ельцин победил в 1996 году” (러시아어). Газета.Ру. 2020년 7월 3일에 확인함.
3. ↑  Наталия Ростова (2016년 7월 4일). “Пиррова победа”. Радио «Свобода». 2020년 8월 23일에 확인함.
4. ↑  Григорий Голосов; Тимоти Колтон; Сергей Пархоменко; Георгий Сатаров. “«Или проиграешь»”. Открытый университет. 2020년 10월 16일에 확인함.
5. ↑  Георгий Бовт (2017년 7월 2일). “Если бы Зюганов стал президентом”. Вечерняя Москва. 2020년 10월 1일에 확인함.
6. ↑  
Андрей Фефелов (2016년 6월 30일). 《Адская загогулина》 (러시아어). Завтра.
7. ↑  Дмитрий Фурман (2006년 6월 23일). “Судьбоносный выбор и его последствия”. Независимая газета. 2020년 8월 27일에 확인함.
8. ↑  Вишневский 2004, 57쪽.
9. ↑  Мороз 2007, Триумф коммунистов.
10. ↑  McFaul 1997, 17쪽.
11. ↑  Мороз 2007, Всё ниже, и ниже, и ниже....
12. ↑  Kotz, Weir 2007, 260—264쪽.
13. ↑  Мороз 2007, Гиря на шее президента.
14. ↑  McFaul 1997, 38쪽.
15. 1 2 3  Ельцин 2008, Таня.
16. 1 2  Ослон А. А. Как в 1996 году Аналитическая группа сделала опросы социальным фактом // Социальная реальность. — 2006. — № 6. Архировано 22 9월 2007 года.
17. ↑  Наталия Ростова (2016년 7월 3일). “Как пресса избирала президента”. Радио «Свобода». 2020년 7월 8일에 확인함.
18. ↑  Мороз 2007, Дума отменяет Беловежские соглашения.
19. 1 2 3 4  Коржаков, Зверев, Лисовский 2001.
20. ↑  Мороз 2007, Ельцин: «Разогнать Думу и запретить КПРФ!».
21. ↑  Хлебников 2001.
22. ↑  “Избрать неизбираемого: Как использовали российские СМИ в кампании 1996 года” (러시아어). Yeltsinmedia.com. 2020년 7월 8일에 확인함.
23. ↑  Виктория Арутюнова. Васильев и Любимов. Информация Первого канала теперь зависит от Александра Любимова // КоммерсантЪ. — 1997. — 14 10월 (№ 175). — С. 3.
24. ↑  “Communist candidate challenges Yeltsin to a debate” (영어). CNN. 1996년 6월 13일. 2020년 10월 9일에 원본 문서에서 보존된 문서. 2020년 7월 15일에 확인함.
25. ↑  Ира Демехина (2018년 3월 16일). “«Прошу, позаботься о слабых!». Как выбирали президента России в 1996 году” (러시아어). Аргументы и факты. 2020년 7월 7일에 확인함.
26. ↑  Наталья Корченкова. Голосовали, а то проиграли бы. Где и почему поддержали Бориса Ельцина в 1996-м (ru) // КоммерсантЪ. — 2016. — 17 июня (№ 106). — С. 8.
27. ↑  “Избрать неизбираемого: Как использовали российские СМИ в кампании 1996 года” (러시아어). Yeltsinmedia.com. 2020년 7월 8일에 확인함.
28. ↑  Фёдор Максимов. Как выбирает Чечня (ru) // Коммерсантъ-Власть. — 2003. — 10 марта (№ 9). — С. 10.
29. ↑  Куклы. Поле чудес. (14.06.1996) - 유튜브
30. ↑  В эфир выходит спецвыпуск «Поля чудес» (ru). — 1996. — 14 июня (№ 16 (44)). — С. 1.
31. 1 2  Albert L. Osterheld (1996년 5월 13일). “Candidates in 1996 Russian Presidential Elections”. Ekskursii (Экскурсии). 1998년 12월 3일에 원본 문서에서 보존된 문서. 2011년 8월 14일에 확인함.
32. ↑  “Выборы Президента Российской Федерации. Список выдвинутых и зарегистрированных кандидатов на должность главы исполнительной власти”. Избирательная комиссия Белгородской области. 2015년 9월 20일에 원본 문서에서 보존된 문서. 2011년 8월 14일에 확인함.
33. ↑  “Russian Presidential Candidates”. cs.indiana.edu. 1999년 4월 27일에 원본 문서에서 보존된 문서.
34. ↑  Мороз 2007, Между больницей и санаторием.
35. ↑  “«Ельцин не хотел идти на второй срок»”. Лента.ру. 2015년 10월 13일. 2020년 7월 3일에 확인함.
36. ↑  Мороз 2007, «Царь Борис» принимает решение.
37. ↑  Дмитрий Окунев (2019년 7월 3일). “«Нас запугали коммунистами»: как Ельцин победил в 1996 году”. Газета.Ру. 2020년 7월 3일에 확인함.
38. 1 2 3  Зотова 2001.
39. ↑  Магнитогорский металл 1996.
40. 1 2 3 4 5 6 7 8 9 10 11 12 13  Вишневский 2004.
41. ↑  McFaul 1997, 23쪽.
42. ↑  Евгений Киселёв (2006년 6월 3일). “Как делали президента”. Forbes. 2020년 10월 15일에 확인함.
43. 1 2 3 4 5 6 7 8 9  Хлебников 2001, Глава 8. «Чёрная касса» президентской кампании Ельцина.
44. ↑  Владимир Абаринов (2003년 11월 1일). “Янки при дворе царя Бориса”. Совершенно секретно. 2020년 8월 7일에 원본 문서에서 보존된 문서. 2020년 8월 16일에 확인함.
45. 1 2  McFaul 1997, 64—65쪽.
46. ↑  Валерий Береснев (2016년 6월 19일). “Александр Коржаков: «Руководство Россией было отдано «трупу», якобы живому, и Чубайсу»”. Бизнес Online. 2020년 7월 9일에 확인함.
47. ↑  Андрей Ванденко. Марафонец Мартин Шаккум // Моя газета. — 1996. — 12 6월 (№ 21).
48. 1 2 3  Наталия Ростова (2016년 7월 3일). “Как пресса избирала президента”. Радио «Свобода». 2020년 7월 8일에 확인함.
49. ↑  Артём Кречетников (2016년 7월 5일). “Как Ельцин смог победить в 96-м”. Русская служба Би-би-си. 2020년 7월 3일에 확인함.
50. ↑  Иван Синергиев, Лиза Миллер (2017년 12월 18일). “«Из-за тебя второй тур назначили. Козел»”. КоммерсантЪ. 2020년 10월 6일에 확인함.
51. ↑  “Communist candidate challenges Yeltsin to a debate”. CNN. 1996년 6월 13일. 2020년 10월 9일에 원본 문서에서 보존된 문서. 2020년 7월 15일에 확인함.
52. 1 2  “Избрать неизбираемого: Как использовали российские СМИ в кампании 1996 года”. Yeltsinmedia.com. 2020년 7월 8일에 확인함.
53. 1 2  Андрей Фефелов. Адская загогулина (ru) // Завтра. — 2016. — 30 июня.
54. ↑  Андрей Васильев (2012년 1월 30일). “Особое мнение, эфир от 30 января 2012”. Эхо Москвы.
55. ↑  Наталия Ростова (2016년 7월 4일). “Пиррова победа”. Радио «Свобода». 2020년 8월 23일에 확인함.
56. ↑  Дмитрий Окунев (2019년 7월 3일). “«Нас запугали коммунистами»: как Ельцин победил в 1996 году”. Газета.Ру. 2020년 7월 3일에 확인함.
57. ↑  Григорий Голосов; Тимоти Колтон; Сергей Пархоменко; Георгий Сатаров. “«Или проиграешь»”. Открытый университет. 2020년 10월 16일에 확인함.
58. ↑  Голосуй или проиграешь (1996): Мальчишник - 유튜브
59. 1 2  Евгений Киселёв (2006년 6월 3일). “Как делали президента”. Forbes. 2020년 10월 15일에 확인함.
60. ↑  1996 год: Ельцин и Зюганов отжигают - 유튜브
61. ↑  Наталья Корченкова. Голосовали, а то проиграли бы. Где и почему поддержали Бориса Ельцина в 1996-м (ru) // КоммерсантЪ. — 2016. — 17 июня (№ 106). — С. 8.
62. ↑  McFaul 1997, 20쪽.
63. ↑  Георгий Бовт, Наталья Калашникова. Некоммунистическая коалиция нужна уже в первом туре // КоммерсантЪ. — 1996. — 16 4월 (№ 64). — С. 3.
64. 1 2 3  “Выборы президента РФ в 1996 году: обзор событий и комментарии”. КПРФ. 2016년 1월 13일. 2020년 8월 26일에 확인함.
65. ↑  “ЕСЛИ БЫ В СЛЕДУЮЩЕМ МЕСЯЦЕ СОСТОЯЛИСЬ ВЫБОРЫ ПРЕЗИДЕНТА РОССИИ, ЗА КОГО БЫ ВЫ ОТДАЛИ СВОЙ ГОЛОС?”. ВЦИОМ. 1993년 9월 15일. 2020년 8월 26일에 확인함.[깨진 링크(과거 내용 찾기)]
66. ↑  “Избрать неизбираемого: Как использовали российские СМИ в кампании 1996 года”. Yeltsinmedia.com. 2020년 7월 8일에 확인함.
67. ↑  “ЕСЛИ БЫ В СЛЕДУЮЩЕМ МЕСЯЦЕ СОСТОЯЛИСЬ ВЫБОРЫ ПРЕЗИДЕНТА РОССИИ, ЗА КОГО БЫ ВЫ ОТДАЛИ СВОЙ ГОЛОС?”. ВЦИОМ. 1995년 11월 20일. 2018년 3월 7일에 원본 문서에서 보존된 문서. 2020년 8월 26일에 확인함.
68. ↑  “ЕСЛИ БЫ В СЛЕДУЮЩЕМ МЕСЯЦЕ СОСТОЯЛИСЬ ВЫБОРЫ ПРЕЗИДЕНТА РОССИИ, ЗА КОГО БЫ ВЫ ОТДАЛИ СВОЙ ГОЛОС?”. ВЦИОМ. 1996년 1월 30일. 2012년 7월 21일에 원본 문서에서 보존된 문서. 2020년 8월 26일에 확인함.
69. 1 2  Михаил Чистый (2016년 4월 19일). “Выборы-96: Кремль идёт в атаку”. КПРФ. 2020년 7월 4일에 확인함.
70. 1 2 3  “Голосовали, а то проиграли бы. Где и почему поддержали Бориса Ельцина в 1996-м” (106). 코메르산트. 2016년 6월 17일.
71. ↑  Сай, Юрий (1996년 6월 18일). “Голосуй — не голосуй…” (러시아어). Команда. 2020년 2월 23일에 원본 문서에서 보존된 문서. 2020년 10월 22일에 확인함.
72. ↑  “Communist candidate challenges Yeltsin to a debate”. CNN. 1996년 6월 13일. 2020년 10월 9일에 원본 문서에서 보존된 문서. 2020년 7월 15일에 확인함.
73. ↑  Михаил Чистый (2016년 6월 29일). “Выборы 96: Жириновский отказывается от союза с левопатриотическими силами”. КПРФ. 2020년 7월 4일에 확인함.
74. ↑  Владимир Милов (2011년 2월 28일). “Человек перемен”. Gazeta.ru. 2020년 7월 7일에 확인함.
75. ↑  “Они могли руководить Россией. Кто выдвигался в президенты: 1991–2000”. Открытый университет. 2020년 7월 13일에 확인함.
76. ↑  Максимов, Фёдор (2003년 3월 10일). “Как выбирает Чечня” (러시아어) (9). Коммерсантъ-Власть: 10.
77. ↑  Андрей Мозжухин (2015년 11월 3일). “«Большинство фальсификаций было в пользу Зюганова»”. Лента.ру. 2020년 7월 3일에 확인함.
78. ↑  Ловенхардт 2000.
79. 1 2  Михайлов 2000.
80. ↑  “Сводная таблица результатов выборов президента Российской Федерации 16 июня 1996 года (1 тур)”. Центральная избирательная комиссия Российской Федерации. 2017년 11월 15일에 원본 문서에서 보존된 문서. 2020년 7월 15일에 확인함.
81. ↑  Тамара Замятина. Как выбирали Бориса Ельцина (ru) // Московские новости. — 2006. — 6 июля.
82. 1 2  Михаил Чистый (2016년 6월 18일). “Выборы-96: А.И. Лебедь делает политический выбор”. 《msk.kprf.ru》. КПРФ. 2020년 7월 4일에 확인함.
83. ↑  Наталия Осипова, Юрате Гураускайте. Политреклама в действии. Новое русское счастье (ru) // КоммерсантЪ. — 1996. — 13 июля.
84. ↑  “Избрать неизбираемого: Как использовали российские СМИ в кампании 1996 года”. Yeltsinmedia.com. 2020년 7월 8일에 확인함.
85. ↑  “Григорий Явлинский: «В 1996 году была последняя возможность развернуть курс»”. Радио «Свобода». 2016년 6월 17일. 2020년 7월 5일에 확인함.
86. 1 2 3  Дмитрий Окунев (2019년 7월 3일). “«Нас запугали коммунистами»: как Ельцин победил в 1996 году”. Газета.Ру. 2020년 7월 3일에 확인함.
87. ↑  Артём Кречетников (2016년 7월 5일). “Как Ельцин смог победить в 96-м”. Русская служба Би-би-си. 2020년 7월 3일에 확인함.
88. ↑  Валерий Береснев (2016년 6월 19일). “Александр Коржаков: «Руководство Россией было отдано «трупу», якобы живому, и Чубайсу»”. Бизнес Online. 2020년 7월 9일에 확인함.
89. ↑  McFaul 1997, 64쪽.
90. 1 2 3  Михаил Чистый (2016년 6월 28일). “Выборы-96: внезапное исчезновение Ельцина с телеэкранов”. КПРФ. 2020년 7월 4일에 확인함.
91. ↑  Игорь Клочков. Кто отвечает за президента (ru) // Коммерсантъ-Власть. — 1999. — 13 июля (№ 27). — С. 12.
92. ↑  Наталия Ростова (2016년 7월 4일). “Пиррова победа”. Радио «Свобода». 2020년 8월 23일에 확인함.
93. 1 2  Ельцин 2008, Операция: до и после.
94. ↑  McFaul 1997, 66—68쪽.
95. ↑  “Зюганов оправдал победу Ельцина на выборах-1996: "Все равно уже ничего невозможно посчитать"”. Накануне.ru. 2016년 7월 4일. 2020년 7월 10일에 확인함.
96. ↑  McFaul 1997, 68—69쪽.
97. 1 2  Михаил Чистый (2016년 6월 29일). “Выборы 96: Жириновский отказывается от союза с левопатриотическими силами”. КПРФ. 2020년 7월 4일에 확인함.
98. ↑  McFaul 1997, 68쪽.
99. ↑  Наталья Корченкова. Неизбранные труды Геннадия Зюганова. Как лидер КПРФ собирался выиграть президентские выборы 1996 года // КоммерсантЪ. — 2016. — 15 3월 (№ 42). — С. 4.
100. ↑  McFaul 1997, 69쪽.
101. ↑  Тамара Замятина. Как выбирали Бориса Ельцина (ru) // Московские новости. — 2006. — 6 июля.
102. ↑  Михаил Чистый (2016년 7월 4일). “Выборы 96: второй тур президентских выборов. Анализ их итогов”. КПРФ. 2020년 7월 4일에 확인함.
103. ↑  McFaul 1997, 73쪽.
104. ↑  McFaul 1997, 71쪽.
105. ↑  Юрьев, Сельцер 2008.
106. ↑  McFaul 1997, 70쪽.
107. ↑  Наталья Корченкова. Голосовали, а то проиграли бы. Где и почему поддержали Бориса Ельцина в 1996-м (ru) // КоммерсантЪ. — 2016. — 17 июня (№ 106). — С. 8.
108. ↑  “World Reaction to Russian Election Results”. Radio Free Europe / Radio Liberty. 1996년 7월 9일. 2020년 8월 24일에 확인함.
109. ↑  Аркадий Любарев (2013년 1월 8일). “Зюганов отвергает миф о своей «победе» в 1996 году”. Эхо Москвы. 2020년 7월 3일에 확인함.
110. ↑  Наталья Корченкова. Голосовали, а то проиграли бы. Где и почему поддержали Бориса Ельцина в 1996-м (ru) // КоммерсантЪ. — 2016. — 17 июня (№ 106). — С. 8.
111. ↑  “Сводная таблица результатов выборов президента Российской Федерации 3 июля 1996 года (2 тур)”. Центральная избирательная комиссия Российской Федерации. 2020년 11월 8일에 원본 문서에서 보존된 문서. 2020년 7월 15일에 확인함.
112. ↑  “Как проходили инаугурации президентов РФ. Досье”. ТАСС. 2018년 5월 17일. 2020년 8월 23일에 확인함.
113. ↑  Все инаугурации президентов России (ru) // КоммерсантЪ. — 2018. — 7 мая.
114. ↑  Приглашение на инаугурацию (ru) // КоммерсантЪ FM. — 2017. — 19 января.
115. ↑  Инаугурация Президента РФ Бориса Ельцина. 9 августа 1996, трансляция РТР - 유튜브
116. ↑  Наталия Ростова (2016년 7월 4일). “Пиррова победа”. Радио «Свобода». 2020년 8월 23일에 확인함.
117. 1 2 3  “Иностранные корреспонденты. Поздравления в адрес Б.Н.Ельцина с победой на президентских выборах 1996г. от иностранных корреспондентов (кол-во поздравлений - 23)”. Ельцин-центр. 1996년 7월 5일. 2020년 8월 26일에 확인함.
118. ↑  “Иностранные корреспонденты (Главы иностранных государств). Поздравления в адрес Ельцина Б.Н. с победой на президентских выборах 1996г. от глав иностранных государств (кол-во поздравлений - 43)”. Ельцин-центр. 1996년 7월 8일. 2020년 8월 26일에 확인함.
119. 1 2 3 4 5  “World Reaction to Russian Election Results”. Radio Free Europe / Radio Liberty. 1996년 7월 9일. 2020년 8월 24일에 확인함.
120. ↑  “Президент Республики Казахстан (Н.Назарбаев). Поздравление с победой на выборах и переизбранием на пост Президента РФ”. Ельцин-центр. 1996년 7월 4일. 2020년 8월 26일에 확인함.
121. ↑  “Генеральный секретарь ООН Б.Гали. Поздравление с победой во втором туре президентских выборов от Генерального секретаря ООН Бутроса-Гали”. Ельцин-центр. 1996년 7월 12일. 2020년 8월 26일에 확인함.
122. ↑  “Патриарх Московский и всея Руси Алексий II. Поздравления в адрес Б.Н.Ельцина с победой на президентских выборах 1996г. от Патриарха Московского и всея Руси Алексия II”. Ельцин-центр. 1996년 7월 4일. 2020년 8월 26일에 확인함.
123. ↑  “Russia Presidential Election Observation Report” (PDF). Международный республиканский институт. 1996. 2018년 7월 29일에 확인함.
124. ↑  “Assessing Russia's Democratic Presidential Election”. 틀:Нп5. 2020년 8월 24일에 확인함.
125. ↑  Мороз 2007, Второй тур выборов. Убедительная победа действующего президента.
126. ↑  “Report on the Election of the President of the Russian Federation”. ОБСЕ. 1996. 2018년 7월 29일에 확인함.
127. ↑  Быкова О. Н. Языковое манипулирование (ru) // Теоретические и прикладные аспекты речевого общения. — Красноярск, 1999. — Вып. 1 (8). Архировано 14 8월 2025 года.
128. ↑  Леонид Ионин. О современных политических технологиях // Независимая газета. — 1996. — 5 7월 (№ 121). Архировано 8 10월 2006 года.
129. ↑  Сергей Картофанов. Подход к победе Президента (ru) // Независимая газета. — 1996. — 29 августа (№ 160). Архировано 8 10월 2006 года.
130. 1 2  Ослон А. А. Как в 1996 году Аналитическая группа сделала опросы социальным фактом // Социальная реальность. — 2006. — № 6. Архировано 22 9월 2007 года.
131. ↑  «Секрет тропиканки» // vokrug.tv
132. 1 2  Дмитрий Окунев (2019년 7월 3일). “«Нас запугали коммунистами»: как Ельцин победил в 1996 году”. Газета.Ру. 2020년 7월 3일에 확인함.
133. ↑  Главный аналитик НТВ г-н Вильчек о манипуляциях этой телекомпании на выборах 1996 года (ru) // Независимая газета. — 1998. — 23 октября (№ 198 (1769)). — С. 8.
134. ↑  Михаил Чистый (2016년 7월 4일). “Выборы 96: второй тур президентских выборов. Анализ их итогов”. КПРФ. 2020년 7월 4일에 확인함.
135. ↑  “Избрать неизбираемого: Как использовали российские СМИ в кампании 1996 года”. Yeltsinmedia.com. 2020년 7월 8일에 확인함.
136. 1 2  “Осадок политтехнологий. Как семь предвыборных кампаний сформировали Россию”. Московский центр Карнеги. 2018년 3월 16일. 2020년 8월 3일에 원본 문서에서 보존된 문서. 2020년 8월 27일에 확인함.
137. ↑  Григорий Голосов; Тимоти Колтон; Сергей Пархоменко; Георгий Сатаров. “«Или проиграешь»”. Открытый университет. 2020년 10월 16일에 확인함.
138. ↑  McFaul 1997, 79쪽.
139. ↑  Тамара Замятина. Как выбирали Бориса Ельцина (ru) // Московские новости. — 2006. — 6 июля.
140. ↑  “Кризис либерализма в России”. Ведомости. 2004년 3월 28일. 2020년 7월 20일에 확인함.
141. ↑  Наталия Ростова (2016년 7월 4일). “Пиррова победа”. Радио «Свобода». 2020년 8월 23일에 확인함.
142. ↑  “Голосование. Мы вернулись в 1996 год. За кого будете голосовать?”. ТВЦ. 2016년 4월 7일. 2020년 10월 1일에 확인함.
143. ↑  Прохожие на улицах столицы отвечают на вопрос: было бы лучше, если на выборах 1996 года победил Зюганов, Явлинский или Лебедь? (Июнь 2016) - 유튜브